# Onthophagus chinensis
Onthophagus chinensis är en skalbaggsart som beskrevs av Vladimir Balthasar 1952. Onthophagus chinensis ingår i släktet Onthophagus och familjen bladhorningar. Inga underarter finns listade i Catalogue of Life.